# عزلة غيثان (ذمار)

تعديل مصدري - تعديل

عزلة غيثان هي إحدى عزل مديرية وصاب العالي في محافظة ذمار اليمنية ويبلغ تعداد سكانها 2552 نسمة حسب التعداد السكاني في اليمن لعام 2004.وتعتبر عزله غيثان العمق الاستراتيجي لوصاب العالي فهي من أكبر عزل مخلاف القائمة ويوجد بها نهر صغير يسمى النفر وسبب تسميته لأن سكان وصاب كانوا ينفرون (
يتسابقون اليه) كل صباح لأخذ احتياجاتهم من الماء ويوجد به عين توفر الماء على مدار الفصول تسمى بعله وهي موجوده حتى عصرنا هذا ويوجد بها اضخم قلعه تعود إلى ما قبل الإسلام تسمى قلعه المدوره وسميت مدوره لشكل الجبل الدائري التي بنيت عليه وليس لها مدخل فهي منيعه وكان مدخلها الوحيد عباره عن جسر يربطها بجبل قريب كما ان المسجد الموجود بالقلعة له قبله مقدسيه منها وتعود تسميه غيثان للملك غيثان وجبل غيثان كان فيه قلاع ولكنها اندثرت وكان يوجد به سبعه سدود لازال اثرها حتى يومنا هذا وجبل غيثان منيع لا يوجد به سوا باب واحد يسمى البوابة من جهة الشرق أول سكان غيثان وملاكها هم الحيدري قبيلة من اعرق سكان غيثان وتشير الوثائق الملكية للارضي ان بني الحيدري تعود إصول الملكيات في الأرض لهم وقد حكم الشيخ عبد الغني ووالده علي بن علي وصاب كامل وهو من أشهر حكام وصاب ولكن احتجاج الشيخ علي بن علي وولده عبد الغني لظلم الامام للرعيه جعلهم يتركون المشيخة واتجهوا للعوده إلى الله واشتغلوا برعي الاغنام والزهد بالدنيا وتوجد لهم أربعة اضرحه كان الصوفيون يتبركون بها وأهم قبائلها
الحيدري
القرشي
العباسي
العتمي
الشاويش
البكري
الخنجوفي
النهاري
الحمزي
القاضي
الحداد

## روابط خارجية
- الجهاز المركزي للإحصاء بالجمهورية اليمنية
- المركز الوطني للمعلومات باليمن
- World Gazetteer:Yemen
- الدليل الشامل